# John Henry Leech
Pour les articles homonymes, voir Leech.
John Henry Leech, né le 5 décembre 1862 et mort le 29 décembre 1900, est un entomologiste britannique spécialisé dans les lépidoptères et les coléoptères.

## Biographie
Ses collections de Chine, du Japon et du Cachemire se trouvent au musée d’histoire naturelle de Londres. Celles-ci contiennent également des insectes du Maroc, des îles Canaries et de Madère.
Il écrit British Pyralides (1886) et les Butterflies from China, Japan and Corea, trois volumes (1892-1894).
Il est fellow de la Linnean Society of London et de la Royal Entomological Society, membre de la Société entomologique de France et de l'Entomologischen Verein zu Berlin.
Il meurt à son domicile à Hurdcott House (en) près de Salisbury en 1900.

## Publications
- Internet Archive Catalogue of the collection of palaearctic butterflies formed by the late John Henry Leech, and presented to the trustees of the British Museum by his mother, Mrs. Eliza Leech (1902) British Museum (Natural History).
- Internet Archive Leech, John Henry On Lepidoptera Heterocera from China, Japan, and Corea (1897?]) et BDH Volumes 1 et 2